# Capraia Isola
Capraia Isola és un comune (municipi) de la província de Liorna, a la regió italiana de la Toscana, situat a l'illa del mateix nom, a l'arxipèlag Toscà. A 1 de gener de 2019 la seva població era de 407 habitants.